# 345762 Jacquescœur
345762 Jacquescœur è un asteroide della fascia principale. Scoperto nel 2007, presenta un'orbita caratterizzata da un semiasse maggiore pari a 2,3373769 au e da un'eccentricità di 0,1351518, inclinata di 1,77432° rispetto all'eclittica.
L'asteroide era stato inizialmente battezzato 345762 Jacquescoeur per poi essere corretto nella denominazione attuale.
L'asteroide è dedicato a Jacques Cœur, mercante francese e gran tesoriere di Carlo VII di Francia.